# Trasporto di Cristo al sepolcro
Trasporto di Cristo al sepolcro è un dipinto di Sisto Badalocchio. Eseguito dopo il 1609, è conservato nella National Gallery di Londra.

## Descrizione
Il dipinto è una delle numerose varianti sul tema che l'autore eseguì. Si tratta di un episodio non riportato dai Vangeli, cronologicamente collocato nella passione tra il compianto e la deposizione di Gesù.